# Angélica Gamboa
Angélica María Gamboa (* 6. April 1998) ist eine kolumbianische Leichtathletin, die sich auf den Sprint spezialisiert hat. Mit der kolumbianischen 4-mal-100-Meter-Staffel siegte sie 2022 bei den Südamerikaspielen in Asunción.

## Sportliche Laufbahn
Erste Erfahrungen bei internationalen Meisterschaften sammelte Angélica Gamboa im Jahr 2014, als sie bei den Jugendsüdamerikameisterschaften in Cali in 12,28 s den sechsten Platz im 100-Meter-Lauf belegte und über 200 Meter mit 24,96 s auf Rang fünf gelangte. Im Jahr darauf startete sie bei den Jugendweltmeisterschaften ebendort und schied dort mit 12,09 s und 24,44 s jeweils im Halbfinale aus. 2017 gelangte sie bei den U20-Südamerikameisterschaften in Leonora mit 11,87 s auf den fünften Platz über 100 Meter und wurde in 24,58 s Vierte über 200 Meter. Zudem gewann sie in 47,33 s die Silbermedaille mit der kolumbianischen 4-mal-100-Meter-Staffel und auch in der 4-mal-400-Meter-Staffel sicherte sie sich in 3:52,14 min die Bronzemedaille. 2022 klassierte sie sich bei den Juegos Bolivarianos in Valledupar mit 11,68 s auf dem vierten Platz über 100 Meter und siegte in 44,52 s in der 4-mal-100-Meter-Staffel. Im Oktober nahm sie an den Südamerikaspielen in Asunción teil und belegte dort in 12,11 s den fünften Platz über 100 Meter und siegte in 44,61 s gemeinsam mit Evelin Rivera, Melany Bolaño und María Alejandra Murillo in der 4-mal-100-Meter-Staffel.
2023 wurde sie bei den Zentralamerika- und Karibikspielen in San Salvador mit der 4-mal-100-Meter-Staffel disqualifiziert und schied anschließend bei den Südamerikameisterschaften in São Paulo mit 11,67 s im Vorlauf über 100 Meter aus. Zudem gewann sie mit der Staffel in 44,18 s gemeinsam mit Evelin Rivera, Shary Vallecilla und Melany Bolaño die Silbermedaille hinter dem brasilianischen Team. Im Jahr darauf wurde sie bei den World Athletics Relays in Nassau in 43,92 s Sechste im C-Lauf in der 2. Qualifikationsrunde über 4-mal 100 Meter für die Olympischen Spiele. Kurz darauf belegte sie bei den Ibero-Amerikanischen Meisterschaften in Cuiabá in 11,41 s den achten Platz über 100 Meter und gewann im Staffelbewerb in 44,34 s die Silbermedaille hinter dem brasilianischen Team. 2025 belegte sie bei den Südamerikameisterschaften in Mar del Plata in 11,44 s den sechsten Platz über 100 Meter und kam im Staffelbewerb nicht ins Ziel.
2024 wurde Gambia kolumbianische Meisterin im 100-Meter-Lauf sowie 2017 und 2023 in der 4-mal-100-Meter-Staffel sowie 2022 in der 4-mal-400-Meter-Staffel.

## Persönliche Bestzeiten
- 100 Meter: 11,37 s (+0,8 m/s), 10. Mai 2024 in Cuiabá
- 200 Meter: 23,17 s (+2,0 m/s), 6. April 2025 in Bogotá